# 弋部
弋部，為漢字索引裡為部首之一，康熙字典214個部首中的第五十六個（三劃的則為第二十七個）。在傳統漢字與中文簡化字中，其都被歸為三劃部首。弋部通常是從右上方為部字，且無其他部首可用者將部首歸為弋部。

## 部首單字解釋
1.小木樁，通杙。見說文。
2.用繩繫箭而射。
3.黑色，通黓。

## 字形

甲骨文
金文
大篆
小篆

## 名稱
- 漢語：弋部　（拼音：yìbù　注音：ㄧˋㄅㄨˋ）
- 日語：
- 朝鲜語：

## 字例
| 除部首外之筆劃 | 字例 -{ |
| -------------- | ------- |
| 0              | 弋      |
| 1              | 弌      |
| 2              | 弍      |
| 3              | 弎式弐  |
| 4              | 㢤      |
| 6              | 㢥      |
| 9              | 弑      |
| 10             | 弒㢦 }- |

## 延伸阅读
[在维基数据编辑]
 《欽定古今圖書集成·博物彙編·藝術典·弋部》，出自陈梦雷《古今圖書集成》